# Pyrrhalta aenescens
Pyrrhalta aenescens es una especie de insecto coleóptero de la familia Chrysomelidae. Fue descrita científicamente en 1878 por Fairmaire.